# Nihonium

Elektronenconfiguratie van nihonium

Nihonium (Nh) is het 113de scheikundig element uit het periodiek systeem der elementen. Het is ontdekt in 2003 en voor het eerst gesynthetiseerd in 2004. De systematische naam ununtrium (symbool Uut) is gebaseerd op de Latijnse namen van de cijfers van het getal dat het aantal protonen in de kern beschrijft: 113. De ontdekkers hebben voor dit element de naam nihonium voorgesteld (naar de Japanse naam voor Japan, Nihon) met symbool Nh. Dit voorstel is in juni 2016 als aanbeveling door IUPAC overgenomen. Op 28 november keurde de IUPAC de voorgestelde naam officieel goed.
Het eerste team wetenschappers dat de productie en waarneming van nihonium claimde, was een team bestaande uit Russen en Amerikanen in het Gezamenlijk Instituut voor Kernonderzoek te Doebna. Zij beschoten americium-243 (element 95) met calcium-48 (element 20), waarna (beweerdelijk) moscovium ontstond, dat binnen een fractie van een seconde in nihonium vervalt. Vervolgens vervalt dit element binnen 1,2 s.
In 2004 meldde ook een team van het Japanse instituut RIKEN dat zij nihonium hadden geproduceerd en waargenomen. In december 2015 werd door IUPAC de ontdekking van nihonium bevestigd, en de organisatie kende het team van RIKEN de prioriteit toe, zodat het aan het Japanse team toekwam om een naam voor te stellen.

## Isotopen
| Stabielste isotopen | Stabielste isotopen | Stabielste isotopen | Stabielste isotopen | Stabielste isotopen | Stabielste isotopen |
| Iso                 | RA (%)              | Halveringstijd      | VV                  | VE (MeV)            | VP                  |
| ------------------- | ------------------- | ------------------- | ------------------- | ------------------- | ------------------- |
| 284Nh               | syn                 | 0,48 s              | α                   |                     | 280Rg               |
| 285Nh               | syn                 | 5,5 s               | α                   |                     | 281Rg               |
| 286Nh               | syn                 | 19,6 s              | α                   |                     | 282Rg               |